# Canberra Stadium
O Canberra Stadium é um estádio localizado na cidade de Canberra na Austrália inaugurado em 1977 e com capacidade para 25 mil pessoas, é usado principalmente para jogos de rugby e rugby league. Em 1985 foi palco da 4ª edição da Taça do Mundo de Atletismo. Foi utilizado na disputa do Futebol nos Jogos Olímpicos de Verão de 2000.